# Seznam narodnih herojev Jugoslavije (E)
Seznam narodnih herojev Jugoslavije, katerih priimki se začnejo na črko E.

## Seznam
- Dušan Egić (1916–1985), z redom narodnega heroja odlikovan 24. julija 1953.
- Milan Egić (1911–1943), za narodnega heroja proglašen 24. julija 1953.
- Obrad Egić (1908–1986), z redom narodnega heroja odlikovan 27. novembra 1953.
- Ernest Eypper (1914–1942), za narodnega heroja proglašen 27. novembra 1953.
- Ilija Engel (1912–1944), za narodnega heroja proglašen 24. julija 1953.
- Savo Eraković Strahinja (1921–1944), za narodnega heroja proglašen 9. septembra 953.
- Ovadija Estreja Mara (1922–1944), za narodnega heroja proglašena 11. oktobra 1953.
- Marko Ećimović (1909–1943), za narodnega heroja proglašen 20. decembra 1951.